# Pterochelus ariomus
Pterochelus ariomus är en snäckart som först beskrevs av Clench och Perez-farfonte 1945.  Pterochelus ariomus ingår i släktet Pterochelus och familjen purpursnäckor. Inga underarter finns listade i Catalogue of Life.